# Gmina Gračac
Gmina Gračac (chorw. Općina Gračac) – gmina w Chorwacji, w żupanii zadarskiej.

## Demografia
Większość mieszkańców to Serbowie. Populacja: 5033 mieszkańców (2011).
| Liczba ludności | Liczba ludności | Liczba ludności | Liczba ludności | Liczba ludności | Liczba ludności | Liczba ludności | Liczba ludności | Liczba ludności | Liczba ludności | Liczba ludności | Liczba ludności | Liczba ludności | Liczba ludności | Liczba ludności |
| --------------- | --------------- | --------------- | --------------- | --------------- | --------------- | --------------- | --------------- | --------------- | --------------- | --------------- | --------------- | --------------- | --------------- | --------------- |
| 1857            | 1869            | 1880            | 1890            | 1900            | 1910            | 1921            | 1931            | 1948            | 1953            | 1961            | 1971            | 1981            | 1991            | 2001            |
| 1483            | 1870            | 1452            | 1868            | 2083            | 2040            | 2137            | 2192            | 2081            | 2308            | 2829            | 3144            | 3713            | 4101            | 2689            |

## Miejscowości w gminie
- Begluci
- Brotnja
- Bruvno
- Cerovac
- Dabašnica
- Deringaj
- Donja Suvaja
- Drenovac Osredački
- Duboki Dol
- Dugopolje
- Glogovo
- Gornja Suvaja
- Grab
- Gračac
- Gubavčevo Polje
- Kaldrma
- Kijani
- Kom
- Kunovac Kupirovački
- Kupirovo
- Mazin
- Nadvrelo
- Neteka
- Omsica
- Osredci
- Otrić
- Palanka
- Pribudić
- Prljevo
- Rastičevo
- Rudopolje Bruvanjsko
- Srb
- Tiškovac Lički
- Tomingaj
- Velika Popina
- Vučipolje
- Zaklopac
- Zrmanja
- Zrmanja Vrelo